# Liste von Schwarzmeerhäfen

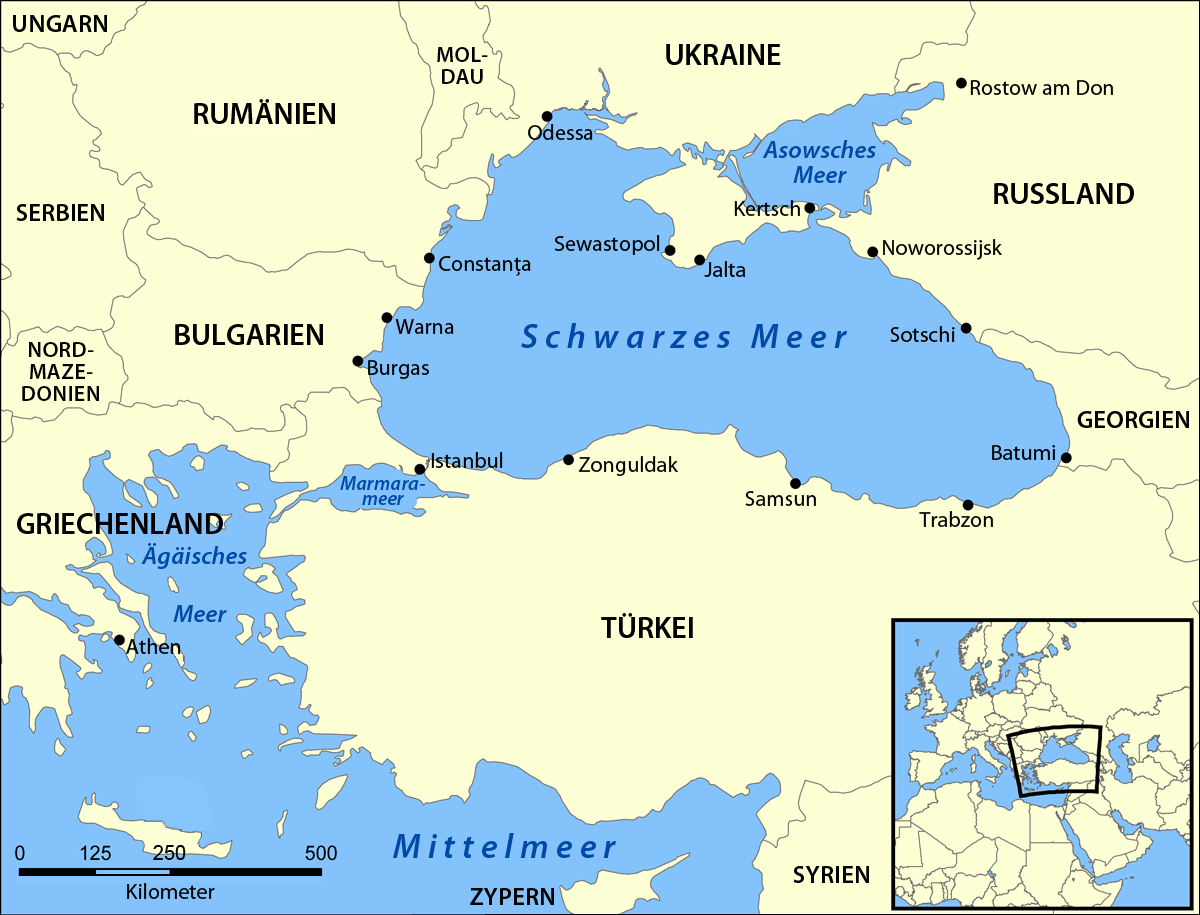
Lage des Schwarzen Meeres mit den Anrainerstaaten Ukraine, Russland, Georgien, Türkei, Bulgarien und Rumänien

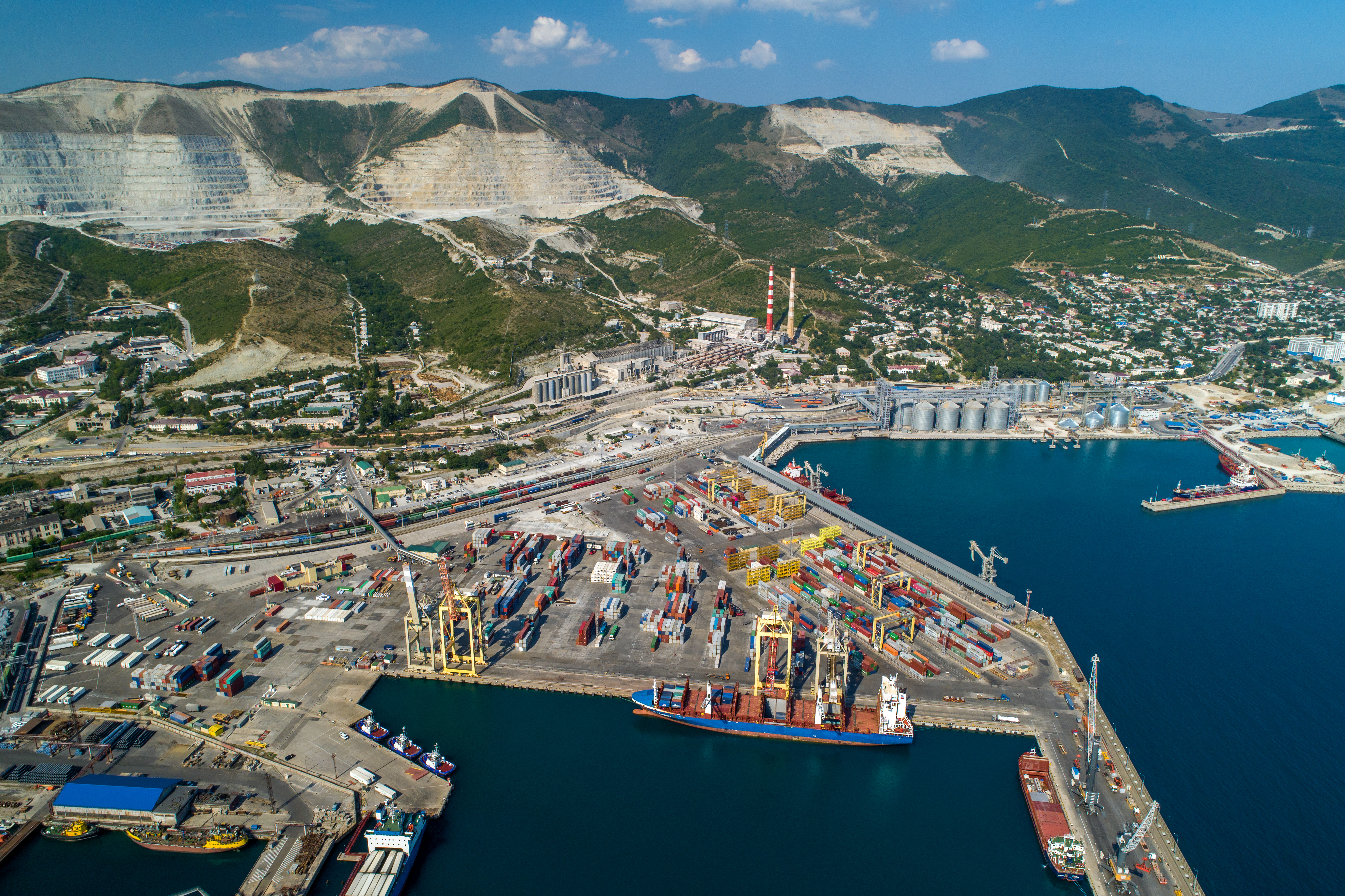
Zwei Terminals im Hafen von Noworossijsk (Russland), größter Schwarzmeerhafen nach Umschlag

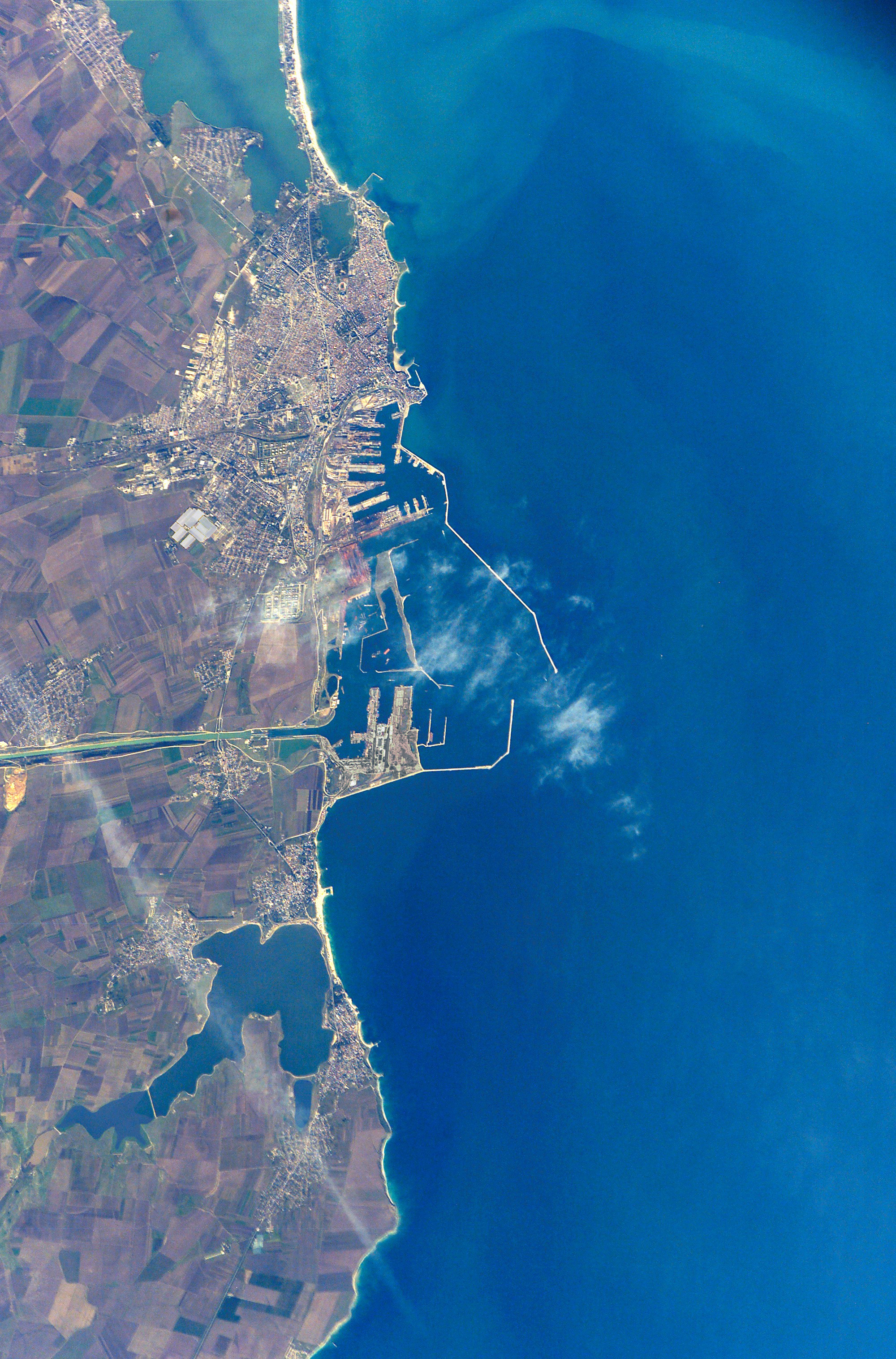
Luftbild des Hafens von Constanța in Rumänien, zweitgrößter Schwarzmeerhafen nach Umschlag

Diese Liste führt Seehäfen am Schwarzen Meer auf. Zu den bedeutendsten dieser Häfen für die zivile Schifffahrt zählen (im Uhrzeigersinn): Tschornomorsk und Odessa in der Ukraine, Noworossijsk in Russland, Poti und Batumi in Georgien, Trabzon in der Türkei, Warna und Burgas in Bulgarien sowie Constanța in Rumänien. Der Flottenstützpunkt Sewastopol in der Ukraine (seit 2014 russisch besetzt)  ist der größte Militärhafen am Schwarzen Meer.

## Kriterien
Diese Liste soll Seehäfen mit einer hinreichend großen Bedeutung für den Außenhandel umfassen. Insofern enthält die Liste keine Yachthäfen, kleinere Fischereihäfen, und auch keine reinen Touristikhäfen (Ausflugsbetrieb). Der Betrieb von regelmäßigen Fährverbindungen, insbesondere mit RoRo-Schiffen zählt hingegen zum Außenhandel, entsprechende Häfen werden aufgenommen.
Im Sinne dieser Abgrenzung gelten folgende Kriterien für die Aufnahme:
- Der Hafen muss sich in einem der Anrainerstaaten des Schwarzen Meers befinden, und direkten Zugang zum Meer haben. Häfen am Asowschen Meer sind keine Schwarzmeerhäfen. Die Unterscheidung zwischen einem Seehafen an einer Mündung in das Schwarze Meer und einem Binnenhafen an einem Fluss, der letztlich in das Schwarze Meer fließt, ist nicht immer eindeutig. Bei Zweifelsfällen wird das am Ende der Liste vermerkt.
- Der Hafen muss einen bestätigten UN/LOCODE besitzen, bei dem im Feld „function“ die 1 enthalten ist („1 = port, for any kind of waterborne transport“)[2]
- Der Hafen muss Schiffe von mindestens der Größe „Großmotorgüterschiff“ abfertigen können, und dazu unter anderem eine Wassertiefe von mindestens 3 m aufweisen. Der beste Nachweis für die Kapazität zum Abfertigen (Be- und Entladen) ist das Anlaufen von Schiffen dieser oder größerer Schiffsgrößen in den Hafen.[3]
- Verschiedene Terminals, die wirtschaftlich oder durch räumliche Nähe zu einer Hafenstadt gehören, werden zusammengefasst. Ausschlaggebend ist bei dieser Zusammenfassung die übliche Gruppierung in offiziellen Außenhandelsstatistiken.

## Legende
- Land: Staat, in dem sich der Hafen befindet
- Ort: Ort, zu dem der Hafen gehört, mit internationaler (englischer) Schreibung in Klammern. Wenn ein Artikel zum Hafen existiert, wird dieser verlinkt, sonst der Ort.
- Code: UN/LOCODE, zusammengesetzt aus dem ISO-Länder-Code und einem Drei-Buchstaben-Code
- Lage: Koordinaten des Hafens. Am Kopf dieser Seite ist eine Karte mit allen Koordinaten verlinkt, welche diese Angaben zusammenfasst.
- Verkehr / Güterumschlag: Wesentliche Verkehre und Güterarten für den Hafen, zum Beispiel Container, Schüttgut (Kohle, Erz, Getreide, Dünger), Öl, Passagier- und LKW-Verkehr (Fähren). Diese Verkehre und Güterarten sollten in absteigender Reihenfolge ihrer Bedeutung (Menge) für den Hafen aufgeführt werden, also das wichtigste zuerst.
- Tonnage: Menge der in einem Jahr umgeschlagenen Güter (Import + Export + Transit) in Tausend Tonnen (t, im internationalen Kontext oft mt abgekürzt), mit Angabe des Bezugsjahres
- Container: Anzahl der in einem Jahr umgeschlagenen Container (Import + Export + Transit), umgerechnet auf Standardcontainer (TEU) in Tausend TEU, mit Angabe des Bezugsjahres

## Liste
Die Liste ist im Uhrzeigersinn gerundet, beginnend im Nordwesten mit den ukrainischen Häfen.
| Land      | Ort                                              | Code   | Lage                 | Verkehr / Güterumschlag               | Tonnage [Tsd. mt] | Container [Tsd. TEU] |
| --------- | ------------------------------------------------ | ------ | -------------------- | ------------------------------------- | ----------------- | -------------------- |
| Ukraine   | Tschornomorsk (Chornomorsk), bis 2016 Illichivsk | UA ILK | 46° 19′ N, 30° 40′ O |                                       |                   | 153 (2020)           |
| Ukraine   | Odessa                                           | UA ODS | 46° 29′ N, 30° 45′ O |                                       |                   | 652 (2020)           |
| Ukraine   | Piwdenne (Yuzhne), 2019 in Pivdenny umbenannt    | UA YUZ | 46° 37′ N, 31° 2′ O  |                                       |                   | 244 (2020)           |
| Ukraine   | Otschakiw (Ochakiv)                              | UA OCH | 46° 38′ N, 31° 35′ O |                                       |                   |                      |
| Ukraine   | Olvia, früher Oktyabrsk                          | UA OCT | 46° 50′ N, 31° 57′ O |                                       |                   | 513 (2020)           |
| Ukraine   | Mykolajiw (Nikolayev) am Südlichen Bug           | UA NLV | 46° 56′ N, 31° 57′ O |                                       |                   |                      |
| Ukraine   | Cherson (Kherson)                                | UA KHE | 46° 38′ N, 32° 37′ O |                                       |                   |                      |
| Ukraine   | Sewastopol (Sevastopol), russisch besetzt        | UA SVP | 44° 36′ N, 33° 32′ O |                                       |                   |                      |
| Ukraine   | Feodossija (Feodosiya), russisch besetzt         | UA FEO | 45° 2′ N, 35° 23′ O  |                                       |                   |                      |
| Ukraine   | Kertsch (Kerch), russisch besetzt                | UA KEH | 45° 22′ N, 36° 29′ O |                                       |                   |                      |
| Russland  | Kawkas (Kavkaz)                                  | RU KZP | 45° 20′ N, 36° 40′ O |                                       |                   |                      |
| Russland  | Noworossijsk (Novorossiysk)                      | RU NVS | 44° 44′ N, 37° 47′ O | Öl, Holz, Nichteisenmetall, Container | 142800 (2021)     | 783 (2020)           |
| Russland  | Gelendschik (Gelendzhik)                         | RU GDZ | 44° 34′ N, 38° 2′ O  |                                       |                   |                      |
| Russland  | Tuapse                                           | RU TUA | 44° 6′ N, 39° 4′ O   | Öl                                    | 24700 (2021)      |                      |
| Russland  | Sotschi (Sochi)                                  | RU AER | 43° 35′ N, 39° 43′ O | Fähren und Kreuzfahrtschiffe          |                   |                      |
| Georgien  | Sochumi (Sukhumi)                                | GE ABK | 43° 0′ N, 40° 59′ O  |                                       |                   |                      |
| Georgien  | Kulevi                                           | GE KUL | 42° 16′ N, 41° 38′ O | Öl                                    |                   |                      |
| Georgien  | Poti                                             | GE PTI | 42° 9′ N, 41° 40′ O  |                                       |                   |                      |
| Georgien  | Batumi                                           | GE BUS | 41° 39′ N, 41° 39′ O | Öl, Schüttgut, Container              | 2711 (2021)       | 99 (2021)            |
| Türkei    | Hopa                                             | TU HOP | 41° 25′ N, 41° 26′ O |                                       |                   | 0.1 (2012)           |
| Türkei    | Rize                                             | TU RIZ | 41° 2′ N, 40° 31′ O  |                                       |                   | 0.6 (2012)           |
| Türkei    | Trabzon                                          | TU TZX | 41° 0′ N, 39° 44′ O  |                                       |                   | 18 (2014)            |
| Türkei    | Giresun                                          | TU GIR | 40° 55′ N, 38° 23′ O |                                       |                   |                      |
| Türkei    | Samsun (Samsunport)                              | TU SSX | 41° 18′ N, 36° 20′ O |                                       |                   | 48 (2014)            |
| Türkei    | İnebolu (Inebolu)                                | TU INE | 41° 59′ N, 33° 46′ O |                                       |                   | 0.8 (2014)           |
| Türkei    | Bartın (Bartin)                                  | TU BTN | 41° 41′ N, 32° 14′ O |                                       |                   | 2 (2012)             |
| Türkei    | Zonguldak                                        | TU ZON | 41° 27′ N, 31° 47′ O |                                       |                   |                      |
| Türkei    | Ereğli (Eregli)                                  | TU ERE | 41° 16′ N, 31° 25′ O |                                       |                   |                      |
| Bulgarien | Burgas                                           | BG BOJ | 42° 28′ N, 27° 29′ O |                                       |                   |                      |
| Bulgarien | Warna (Varna), einschließlich Varna West         | BG VAR | 43° 12′ N, 27° 55′ O |                                       |                   | 160 (2018)           |
| Bulgarien | Baltschik (Balchik)                              | BG BAL | 43° 24′ N, 28° 10′ O |                                       |                   |                      |
| Rumänien  | Mangalia                                         | RO MAG | 43° 48′ N, 28° 35′ O |                                       |                   |                      |
| Rumänien  | Constanța (Constanta)                            | RO CND | 44° 6′ N, 28° 39′ O  | Schüttgut, Öl, Container              | 60370 (2020)      | 644 (2020)           |
| Rumänien  | Năvodari                                         | RO MID | 44° 20′ N, 28° 38′ O |                                       |                   |                      |
| Rumänien  | Sulina                                           | RO SUL | 45° 9′ N, 29° 41′ O  |                                       |                   |                      |

Anmerkungen zu Auslassungen:
- Die Häfen von Bilhorod-Dnistrowskyj (Belgorod Dnestrovsky), Jewpatorija (Yevpatoriya) und Jalta (Yalta) sind entsprechend der Aufnahmekriterien für diese Liste zu klein. Skadowsk ist kein kommerzieller Hafen.
- Die Häfen von Anapa und Adler sind entsprechend der Aufnahmekriterien für diese Liste zu klein.
- Der Ölhafen von Supsa befindet sich am gleichnamigen Fluss Supsa, nicht am Schwarzen Meer.
- Der Hafen Varna-Zapad (Warna-West) liegt nicht direkt am Schwarzen Meer, er wird trotz eigenen LOCODE in dieser Liste zum mit seinen Gütermengen zum Hafen Warna dazugezählt (selber Betreiber).
- Der Häfen von Ovidiu (zu geringer Tiefgang) ist nicht der Tabelle der rumänischen Häfen aufgeführt, ebenso wenig wie die teils bedeutenden rumänischen Binnenhäfen an der Donau und am Donau-Schwarzmeer-Kanal.